# 古滕博恩
古滕博恩是德国萨克森-安哈尔特州的一个市镇。总面积33.94平方公里，总人口1952人，其中男性1017人，女性935人（2011年12月31日），人口密度58人/平方公里。